# موریس گاملین
موریس گاملین (به انگلیسی:Maurice Gamelin) (1872- 1958) ژنرال ارتش فرانسه بود.
گاملین حتی در آلمان به دلیل هوش و ذهن ظریف مورد احترام بود، اگرچه از نظر برخی ژنرال‌های آلمانی سخت و قابل پیش‌بینی تلقی می‌شد. با وجود خدمات شایسته وی در جنگ جهانی اول، فرماندهی ارتش فرانسه توسط او در روزهای حساس سال ۱۹۴۰ فاجعه بار بود. ویلیام ال شیرر، مورخ و روزنامه‌نگار اعتقاد داشت که گاملین از روش‌های جنگ جهانی اول برای مبارزه در جنگ جهانی دوم استفاده می‌کرد.